# Ким Чжу Рён
Ким Чжу Рён (кор. 김주령; род. 10 сентября 1976, Капхён, Кёнгидо, Республика Корея) — южнокорейская актриса. Известна по роли Хан Ми Нё / Игрока № 212 в первом сезоне драматического сериала Netflix «Игра кальмара». За эту роль она была номинирована на 2-ю премию Critics' Choice Super Awards как лучшая актриса в экшн-сериале.

## Избранная фильмография
| Год  |   | Русское название | Оригинальное название | Роль                    |
| ---- | - | ---------------- | --------------------- | ----------------------- |
| 2021 | с | Игра в кальмара  | 오징어 게임           | Хан Ми Нё / Игрок № 212 |